# Arquitectura solar
Arquitectura solar es la integración de la energía solar pasiva con la tecnología de paneles solares conformando un edificio solar activo. Esto último ha venido avanzando desde el último decenio del siglo XX a la par de las técnicas modernas de construcción. 

## Reseña histórica  de la Arquitectura solar

### Arquitectura solar en la antigüedad
La idea del diseño de un edificio solar pasivo, apareció por primera vez en Grecia alrededor del siglo V antes de Cristo. Hasta ese momento, la principal fuente de combustible del griego era el carbón, los antiguos griegos no contaban con medios artificiales para enfriar sus hogares en verano ni con sistemas de calefacción eficaces en invierno, por lo que se utilizaban braseros portátiles de carbón para aclimatarse, debido a esto hubo crisis de escasez de combustible debido a la deforestación. Para el siglo V a. C., muchas zonas de Grecia estaban casi sin árboles, lo que causó cambios en el clima. Platón comentó que en Ática solo quedaba "el esqueleto de la tierra". Al agotarse los recursos locales, las ciudades-estado regularon el uso de la madera y el carbón, en Atenas, en el siglo IV a. C., se prohibió el uso de madera de olivo para evitar la deforestación de sus arboledas.
Los griegos, viviendo en un clima mayormente soleado, aprendieron a diseñar sus casas para aprovechar el sol en los inviernos moderadamente fríos y protegerse del calor en los veranos calurosos. Así surgió la arquitectura solar, enfocada en optimizar el uso de la luz solar. Su técnica principal se basaba en comprender que la altura del Sol cambiaba según la estación del año. Ellos comenzaron a utilizar materiales de construcción que absorben la energía solar, en su mayoría de piedra. 
Sócrates escribió: "En las casas que se ven hacia el mediodía solar, el sol penetra en el pórtico en invierno, mientras que en verano la ruta del sol está sobre nuestras cabezas y por encima del techo para que no haya sombra."
El diseño solar griego se centraba en la morfología del edificio y su relación con los vecinos. La casa con patio central resolvía ambas necesidades, permitiendo autonomía. Sin embargo, era necesario que las ciudades tuvieran una planificación urbana adecuada, con calles orientadas de Este a Oeste para facilitar esta disposición.
El consumo de madera en Roma superaba al de Grecia, debido a su uso como combustible para la industria, la construcción de barcos y casas, y la calefacción de baños y villas. Los romanos ricos utilizaban hipocaustos, que quemaban grandes cantidades de madera para calentar sus viviendas. Esta escasez de recursos llevó a Roma a adoptar y mejorar la técnica solar griega, usando vidrio en las ventanas para retener el calor solar en invernaderos y edificios públicos. La arquitectura solar se volvió tan esencial que los derechos al sol, evitando que otras construcciones bloquearan la luz, se integraron en la ley romana.
Vitrubio, un famoso tragedista sostuvo:  “Si deseamos que nuestros diseños de casas sean correctos debemos comenzar por tomar buena nota de los países y climas en que estas van a construirse. Un tipo de casa parece apropiado para Egipto, otro para España... otro aún diferente para Roma, y así sucesivamente con las tierras y países de características diferentes. “. Fue más allá que los griegos al detallar dónde ubicar cada habitación en una casa para maximizar el confort. Por ejemplo, recomendaba que los comedores de invierno se orientaran hacia el suroeste, aprovechando el sol invernal, mientras que los comedores de verano debían estar hacia el norte.
En el siglo VI, el Código de Justiniano reconocía la importancia del acceso al sol, señalando que cualquier objeto que bloqueara la luz de un heliocaminus violaba su derecho al sol. Sin embargo, la estructura urbana romana no garantizaba acceso solar para todos, y solo los ricos, con acceso a la justicia, podían reclamar este derecho. A diferencia de la Grecia democrática, Roma favorecía los privilegios de clase, dejando a las viviendas humildes sin una adecuada orientación solar.
Otro ejemplo más simple de la arquitectura solar primitiva, son las cavernas en las regiones del suroeste de América del Norte. Al igual que los edificios griegos y romanos, los acantilados en los que los pueblos indígenas de esta región construyeron sus viviendas fueron orientadas hacia el mediodía, con una proyección de la sombra del sol del mediodía durante los meses de verano y captar la mayor cantidad de la energía solar durante el invierno como sea posible.
Todos los conocimientos relacionados con la arquitectura solar no avanzaron y quedaron en desuso durante los denominados siglos oscuros. En el siglo XVI, los invernaderos, o colectores solares hortofrutícolas, volvieron a usarse gracias a las tradiciones vernáculas y los redescubiertos tratados romanos. Hasta entonces, su uso había disminuido debido a la falta de vidrio plano y a las prohibiciones eclesiásticas que veían la intervención en el crecimiento de las plantas como una interferencia en el plan divino. Tras la Reforma, los holandeses y flamencos, liberados de la autoridad de la Iglesia Católica, comenzaron a aplicar la orientación solar en sus huertos e invernaderos.
En el siglo XVIII, los invernaderos se hicieron muy populares en Inglaterra. Los artesanos de la época comprendían bien su funcionamiento, aplicando aislamiento nocturno y ventilación para evitar el sobrecalentamiento y ajustando la inclinación del vidrio para optimizar la captación solar. Rápidamente el invernadero paso a convertirse en una expansión de la vivienda.

El uso de los invernaderos se expandió en el siglo XIX, inicialmente como anexos a las viviendas y luego incorporándose directamente en la estructura de las casas como estufas o salones acristalados. Con el auge de las estufas, la orientación solar dejó de ser una prioridad, y se recurrió a calefacción a base de carbón o gas, a pesar de su alto consumo. La dependencia de combustibles fósiles y el racionamiento durante la Primera Guerra Mundial contribuyeron a la caída de las estufas inglesas, que habían sido diseñadas para aprovechar el calor solar.

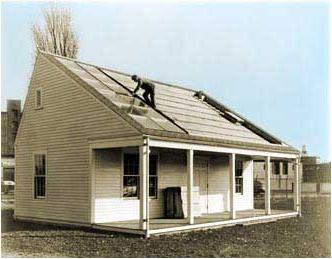
Una de las primeras casas solares modernas, creada en 1939 por el Instituto Tecnológico de Massachusetts en Estados Unidos. Empleaba un sistema acumulador térmico para lograr el calentamiento a lo largo de todo el año.

Se considera al arquitecto George Keck como uno de los pioneros del diseño y construcción de casas solares pasivas en los años 1930 y 1940. Él diseñó la "casa del mañana" (House of Tomorrow) para la Exposición Mundial de 1933 en Chicago. A raíz de esto, poco a poco comenzó la incorporación de más ventanas orientadas al mediodía solar en sus diseños para otros clientes, y en 1940 diseñó una casa solar pasiva para la promotora inmobiliaria Howard Sloan en Glenview, Illinois. La Casa Sloan fue llamada una "casa solar" por el Chicago Tribune, y se considera constituye el primer uso moderno del término. La inmobiliaria Sloan luego construyó una serie de casas solares pasivas, y con sus esfuerzos de publicidad contribuyó a que el efecto "casa solar" se constituya en un movimiento en la década de 1940.
Para algunos autores el primer caso fue la Casa solar MIT #1 construida hacia 1939 en Massachusetts (EE. UU.) bajo el proyecto académico y dirección de H.C. Hottel.
En 1947 los edificios solares tuvieron una gran demanda en los Estados Unidos como consecuencia de la escasez de energía durante la Segunda Guerra Mundial. La Compañía vidriera Libbey-Owens-Ford publicó un libro titulado Tu Casa Solar, que muestra a EE. UU. como la de nación más grande en arquitectos solares. Estas iniciativas quizá motivadas primero por la gran Crisis del ´30 en los EE. UU. y luego los temores de una guerra nuclear llevó a que arquitectos, ingenieros, físicos y tecnólogos se reunieran a debatir sus avances. Así nace la American Solar Energy Society (ASES), que fuera la asociación pionera creada en 1954. Le siguieron la Asociación Argentina de Energía Solar (ASADES) en 1974 y la Asociación Nacional de Energía Solar de México (ANES) en 1980.
Una encarnación más compleja y moderna de la arquitectura solar fue introducida en 1954 con la invención de la célula fotovoltaica por Bell Labs. Las primeras células FV eran muy ineficientes en la conversión de luz visible a energía eléctrica y por lo tanto no se utilizan ampliamente. Pero a lo largo de los años el aporte gubernamental y la investigación privada ha mejorado la eficiencia, a un punto en el que ahora es una fuente viable de energía. Las universidades fueron algunos de los primeros edificios de abrazar la idea de la energía solar. En 1973, la Universidad de Delaware construye la casa Solar One, que fue una de las primeras casas de energía solar del mundo. Como las tecnologías fotovoltaicas siguen avanzando, la arquitectura solar se hace más fácil de lograr. En 1998 Subhendu Guha desarrolla tejas fotovoltaicas y recientemente una compañía llamada Oxford Fotovoltaica ha desarrollado células solares perovskita que son lo suficientemente delgada como para incorporarse en las ventanas.
Aunque las ventanas no se escalan a un tamaño que puede ser aprovechado a nivel comercial, sin embargo, la compañía cree que las perspectivas son muy prometedoras. En la misión de la compañía afirman , "Por otra parte , a través del despliegue de las células solares en las zonas donde solar ha luchado tradicionalmente, por ejemplo, las fachadas de vidrio de gran altura los edificios comerciales o residenciales. En ambos casos, lo que permite la energía solar para contribuir con una cantidad mayor proporción de electricidad que es posible hoy en día y ayudando a posicionar el FV como un factor significativo en el mercado mundial de la energía".
La Torre de la Ciudad Solar en Río de Janeiro es otro ejemplo de lo que la arquitectura solar podría ser en el futuro. Es una planta de energía que genera energía para la ciudad durante el día mientras que también el bombeo de agua a la parte superior de la estructura. Por la noche, cuando el sol no brilla, el agua se circulará para mover una turbina que continuará generando electricidad. Se busca esté finalizada en los Juegos Olímpicos de 2016 en Río.

## Fundamentos y tecnología asociada
La Arquitectura solar pasiva, incluye el modelado, selección y uso de una correcta tecnología solar pasiva, que mantenga el entorno de una vivienda a una temperatura agradable, por medio del Sol, durante todos los días del año. Como resultado, se minimiza el uso de la tecnología solar activa, las energías renovables y sobre todo, las tecnologías basadas en combustibles fósiles.
La arquitectura solar activa implica el traslado de calor y/o frío entre un medio de almacenamiento de calor temporal y un edificio, por lo general en respuesta a la llamada de un termostato para el calor o frío en el edificio. Aunque este principio parece útil en teoría, problemas de ingeniería significativos han frustrado casi toda la arquitectura solar activa en la práctica. La forma más común de la arquitectura solar activa, es el almacenamiento en lecho de roca con el aire como medio de transferencia de calor. En la generalidad de los casos creció moho tóxico en el lecho de roca que fue ingresado al interior de las casas, junto con el polvo y gas radón en algunos casos.
El uso de módulos fotovoltaicos de capa fina flexibles proporciona una integración fluida con perfiles de acero para techos, mejorando el diseño del edificio. La orientación de un edificio en relación con el sol, la selección de materiales con propiedades de masa térmica o la favorable luz natural y el diseño de espacios que naturalmente hacen circular el aire también constituyen la arquitectura solar.
El desarrollo inicial de la arquitectura solar se ha visto limitado por la rigidez y el peso de paneles de energía solar estándar. El desarrollo continuo de energía solar fotovoltaica (FV) de película fina ha proporcionado un vehículo ligero y robusto para aprovechar la energía solar para reducir el impacto de un edificio en el medio ambiente.

## Ejemplos

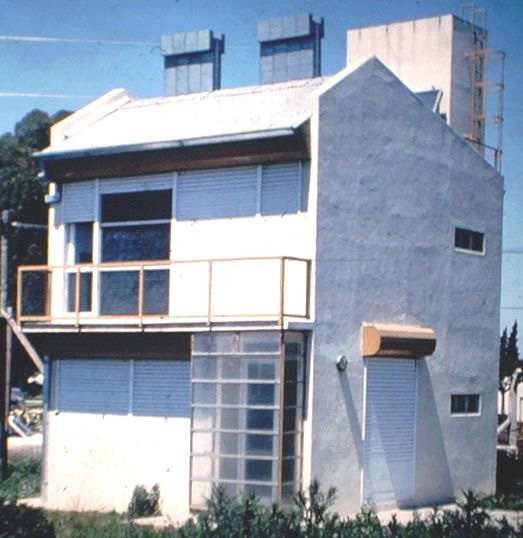
La casa solar de La Plata (1979): integra estrategias de diseño para minimizar el uso de energía en climatización. Tales como: muros de agua, agua caliente solar, aislamiento térmico, ventilación cruzada, ventilación selectiva, protección solar, techo ventilado, chimenea solar, secado solar de ropa, refrescamiento solar. Proyecto: Rosenfeld, Graciela Brusasco, Del Cueto (1980)

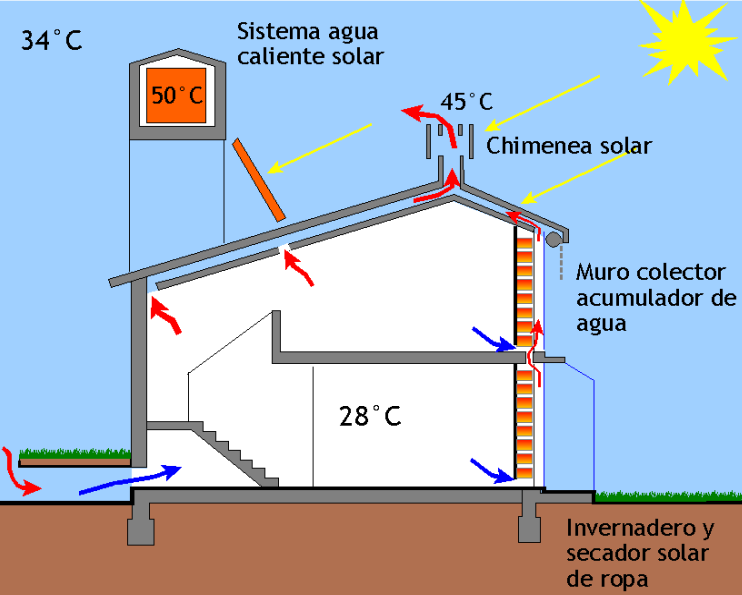
Esquema de funcionamiento del sistema de refrescamiento pasivo de la casa solar en La Plata, Argentina. Sistema chimenea solar + techo solar. Proyecto: Rosenfeld, Graciela Brusasco, Del Cueto (1980)

Un resumen de la lista de los primeros edificios solares construidos hasta mediados de 1900 son considerados pioneros de la arquitectura solar, siendo la totalidad concebidos y construidos en EE. UU.
- Casa del mañana (House of Tomorrow) para la Exposición Mundial de Chicago (George Fred Keck, 1933)
- Casa MIT #1, Massachusetts, EE. UU. (HC Hottel, 1939)[8]
- Casa Sloan fue llamada "casa solar" , Chicago, EE. UU.. (George Fred Keck, 1940)
- Casa Boulder, Colorado, EE. UU. (G Löf, 1945)[8]
- Casa solar MIT #2, EE. UU., (HC Hottel, 1947)[8]
- Casa Dover, Massachusetts, EE. UU. (Telkes, Raymond & Peabody, 1948)[8]
- Casa solar MIT #3, EE. UU., (HC Hottel, 1949)[8]
- Casa de la Universidad Estatal de Nuevo México, Nuevo México, EE. UU. (L Gardenshire, 1953)[8]
- Casa solar Lefever, Pensilvania, EE. UU. (HR Lefever, 1954)[8]
- Casa Amado, Arizona, EE. UU. (Denovan, Raymond & Bliss, 1954)[8]

En los ´70 se construyen las primeras casas solares en Argentina dando inicio a grupos de investigación y desarrollo que continúan en la actualidad.
- Casa Solar Tedeschi, en Mendoza, Argentina, (Enrico Tedeschi, 1972).[9]
- Casa Sol 55, en Rosario, Argentina, (Elio Di Bernardo, 1975).[9]
- Casa Solar IAS-FABA, en La Plata, Argentina, (Rosenfeld - Brusasco - Del Cueto, 1979). Medalla de Plata en la Bienal de Arquitectura[9]

Uno de los primeros grandes edificios comerciales que ejemplifican la arquitectura solar es 4 Times Square (también conocido como el Condé Nast Building) en Nueva York. El edificio incorpora paneles solares en la 37th a través de las plantas 43.ª y se incorporan más tecnología energéticamente eficiente que cualquier otro rascacielos en el momento de su construcción. El Estadio Nacional (Kaohsiung) de Taiwán, diseñado por el arquitecto japonés de fama mundial Toyo Ito, es una estructura en forma de dragón que tiene 8.844 paneles solares en su techo. Fue construido para albergar los Juegos Mundiales 2009. Construida completamente de materiales reciclados, es el estadio más grande con energía solar en el mundo y los poderes del vecindario cuando no está en uso. Otro ejemplo de la arquitectura solar es la construcción del reloj de sol en China. Fue construido para simbolizar la necesidad de sustituir los Combustibles fósiles con fuentes de energía renovable. El edificio tiene la forma de un ventilador y se cubre de 50.000 paneles solares. Fue nombrado en 2009 el edificio solar más grande del mundo.